# Octoknemaceae
Octoknemaceae is een botanische naam, voor een familie van tweezaadlobbige planten. Een familie onder deze naam wordt zo af en toe erkend door systemen voor plantentaxonomie, maar niet door het Cronquist-systeem (1981), het APG-systeem (1998) of het APG II-systeem (2003), die de betreffende planten opnemen in de familie Olacaceae.
Het Wettstein-systeem (1935) erkende de familie wel (met de naam in de afwijkende spelling Octocnemataceae) en plaatste haar in de orde Santalales.